# Propemptikon
Propemptikon (Plural Propemptika, altgriechisch προπεμπτικόν, eigentlich ein Adjektiv, zu dem μέλος Melos, deutsch ‚Lied‘ zu ergänzen ist, zusammengesetzt aus πρό ‚vor‘, ‚nach vorne‘ und πέμπειν ‚senden‘, ‚schicken‘) ist der wissenschaftliche Terminus für eine Gedichtform, in der einem Abschiednehmenden Glück für seine Reise (meistens über das Meer) gewünscht wird.

## Inhalt und Belege
Zu den Topoi der Gattung gehören die Klage des Verlassenen, das Lob der Heimat, die Beschwörung der Gefahren während der Reise und die Aufzählung der Unbilden am Ziel. Schließlich werden dem Reisenden aber doch die besten Wünsche nachgesandt.
Als Vorstufe können die Geleitworte in alten Epos und Drama gelten; in der Lyrik liegt das erste Beispiel bei Sappho vor. Als selbstständige Literaturgattung erscheint die Form erst im Hellenismus, mit Belegen bei Kallimachos (Frg. 400 Pf.) und Theokrit (7, 52-70). Wie die meisten anderen Gattungen der griechischen Literatur wurde auch das Propemptikon von den römischen Autoren aufgenommen. Am bekanntesten sind zwei Gedichte des Horaz, 1,3 und 3,27, von denen das erstere an seinen Freund Vergil gerichtet war. Im 10. Gedicht des Epodenbuchs kehrt er, entsprechend der Gattung, das Motiv um, indem er seinem Feind einen Fluch nachsendet. Weitere Reisegedichte sind von Properz (1,8) und Statius (Silvae 3,2) überliefert.
Ein Beispiel aus christlicher Zeit ist das Carmen 17 von Paulinus von Nola, der mit Carmen 12 auch eines der ersten christlichen Reisegebete schrieb. Diese Art der Gelegenheitsdichtung war bis in die Neuzeit beliebt.
In der Spätantike gab es auch die Prosaform des προπεμπτικὸς λόγος.

## Apopemptikon
Das Gegenstück zum Propemptikon ist das Apopemptikon, das ein Abschiedsgedicht des Fortgehenden an die Zurückbleibenden bezeichnet.